# Kaká D'avila
Carlos Henrique Bastos D'avila mais conhecido como Kaká D'avila (Porto Alegre, 11 de fevereiro de 1982) é um administrador de empresas, empreendedor social e político brasileiro filiado ao Partido da Social Democracia Brasileira (PSDB).

## Biografia
Carlos Henrique Bastos D'avila nasceu em Porto Alegre, Rio Grande do Sul, em 11 de fevereiro de 1982. É formado em Administração de Empresas e construiu uma trajetória marcada pela superação de adversidades e pelo empreendedorismo social.
Aos 18 anos, Kaká enfrentou um período difícil em sua vida. Trabalhava em uma empresa de telefonia quando perdeu seu filho recém-nascido, que havia nascido prematuro, em um domingo de Páscoa. No dia seguinte, foi demitido da empresa onde trabalhava. Desempregado e sem formação superior na época, passou a vender sanduíches em semáforos para sobreviver, vivendo de trabalhos temporários por aproximadamente dois anos.
Após esse período, conseguiu um emprego com carteira assinada em uma agência de empregos, onde aprendeu a elaborar currículos e a dominar técnicas para entrevistas de emprego. Essa experiência o inspirou a ajudar outras pessoas desempregadas, iniciando um trabalho voluntário de orientação profissional. Realizava palestras informais em locais públicos de Porto Alegre, como a Esquina Democrática e o Parque da Redenção, onde compartilhava conhecimentos sobre como elaborar currículos e se comportar em entrevistas de emprego.

## Empreendedorismo social
Nos últimos anos antes de ingressar na política, Kaká D'avila desenvolveu diversos projetos sociais voltados à empregabilidade. O mais conhecido deles foi a "Geladeira do Desempregado", iniciativa que ganhou repercussão nacional e o levou a participar de programas de televisão como o "Encontro com Fátima Bernardes" e o "Caldeirão do Huck". Através desse projeto, ele estima ter ajudado mais de 400 pessoas a conseguirem emprego.
A "Geladeira do Desempregado" funcionava como um ponto de coleta de currículos, que Kaká posteriormente encaminhava para empresas, além de servir como local onde pessoas em busca de emprego podiam pegar alimentos ou roupas para comparecer a entrevistas de trabalho.
Durante a pandemia de COVID-19, criou o projeto "Tá na cara que eu quero emprego", utilizando máscaras personalizadas como instrumento para recolocação profissional. Nessa iniciativa, os candidatos usavam máscaras onde estava escrita sua profissão e a frase "Quero emprego".
Outro projeto desenvolvido por ele foi o "Delivery de Currículo", no qual fazia a intermediação entre candidatos e empresas, levando pessoalmente os currículos dos interessados em vagas de emprego.

## Trajetória política

### Vereador de Porto Alegre
Kaká D'avila iniciou sua carreira política ao ser eleito vereador de Porto Alegre nas eleições municipais de 2020, pelo PSDB, com 5.101 votos. Durante sua campanha, adotou uma abordagem diferenciada, não utilizando materiais tradicionais como adesivos e santinhos.
Como vereador, entre 2021 e janeiro de 2023, manteve a postura de austeridade que marcaria sua atuação política, renunciando integralmente à verba de gabinete e economizando R$ 454.365,62 aos cofres públicos municipais.

### Deputado estadual
Nas eleições estaduais de 2022 foi eleito deputado estadual pelo PSDB, à uma cadeira na Assembleia Legislativa do Rio Grande do Sul para a 56ª legislatura (2023 — 2027) com 26.766 votos.

#### Atuação parlamentar
Como deputado estadual, Kaká D'avila tem concentrado sua atuação em temas relacionados à geração de emprego, inclusão social e austeridade na gestão pública. Manteve a política de "Gabinete Custo Zero" que já adotava como vereador, não utilizando a verba de gabinete disponibilizada pela Assembleia Legislativa.
Entre fevereiro e dezembro de 2023, o parlamentar deixou de usar R$ 205.354,71, e, em 2024, a economia somou R$ 224.023,32, totalizando R$ 429.378,03 em dois anos de mandato. Cada deputado tem direito a R$ 18.668,61 por mês para despesas administrativas, como locação de veículos, aquisição de material de escritório e contratação de serviços.
Sobre essa postura, o deputado declarou: "Os políticos que exercem mandatos eletivos têm à disposição uma série de benefícios que acabam por distanciá-los da realidade da maioria dos trabalhadores, que dependem exclusivamente de sua remuneração. Por isso, sigo o mesmo princípio que adotei desde o início da minha vida pública: não utilizar verba de gabinete".

#### Projetos de lei
Entre os projetos de lei apresentados por Kaká D'avila na Assembleia Legislativa, destaca-se o PL 343/2023, que cria o selo "Empresa Amiga do Trabalhador", com o objetivo de estimular a contratação de jovens, fomentar a empregabilidade de pessoas acima de 60 anos e incentivar a manutenção de postos de trabalho. A certificação seria implementada pela Fundação Gaúcha do Trabalho e Ação Social (FGTAS/SINE), que também ficaria responsável pelo cadastro das empresas participantes. Com a certificação, as empresas contempladas poderiam utilizar o selo em materiais publicitários e obter credenciamento em outras iniciativas de reconhecimento organizacional.
Outro projeto relevante propõe destinar a verba de gabinete não utilizada para a criação de um programa de renda extra. A ideia é que os recursos economizados pelos gabinetes sejam utilizados na contratação temporária de trabalhadores para serviços urbanos em parceria com municípios. A proposta prevê que a Assembleia, o governo estadual e os municípios trabalhem juntos para transformar a economia gerada pelos deputados em benefício direto à população.

#### Bandeiras políticas
As principais bandeiras defendidas por Kaká D'avila em seu mandato como deputado estadual incluem:
- Geração de emprego e renda, especialmente para jovens, idosos e pessoas em situação de vulnerabilidade social;[5]
- Austeridade na gestão pública e transparência no uso de recursos públicos;[3]
- Empreendedorismo e inovação em comunidades periféricas;[5]
- Inclusão social e profissional de pessoas em situação de vulnerabilidade.

## Vida pessoal
Kaká D'avila é casado com Karina D'Ávila, filha do ex-vereador Nereu D'Ávila. Curiosamente, o sobrenome D'Ávila é apenas uma coincidência, não havendo parentesco entre Kaká e a família de sua esposa antes do casamento. O casal se conheceu através das redes sociais e descobriu que ambos tinham o mesmo apelido, "Kaká".
É pai de Valentine, de oito anos, e considera João Francisco, filho de Karina, seu "filho do coração".
Nenhum deles é parente da política Manuela d'Ávila, ex-deputada estadual e federal pelo PCdoB.